# Patrick Ilboudo
Patrick Ilboudo (Bilbalgo, 18 februari 1951 – Ouagadougou, 28 februari 1994) was een Burkinees schrijver.
Ilboudo studeerde Moderne Literatuur aan de Universiteit van Ouagadougou, waarna hij eerst een Master-titel behaalde en daarna promoveerde aan de Université Panthéon-Assas. Teruggekeerd in land was hij assistent aan het Institut africain d'études cinématographiques. In 1980 richtte hij een verzekeringsmaatschappij voor schrijvers op, samen met Norbert Zongo. Ook stichtte hij in 1983 een anti-racismeorganisatie. In 1992 won hij de Grand prix littéraire d'Afrique noire voor Le Héraut têtu.

## Werken
- 1983: Les Toilettes
- 1986: Le Procès du Muet
- 1990: Le Vertige du trône
- 1992: Le Héraut têtu

- Bibliothèque nationale de France: cb12119817x (data)
- Gemeinsame Normdatei: 1066791589
- International Standard Name Identifier: 0000 0000 2805 9822
- Library of Congress Control Number: n88236942
- Nederlandse Thesaurus van Auteursnamen: 118814265
- Système universitaire de documentation: 060899824
- Virtual International Authority File: 7422695
- WorldCat: E39PBJjhC8mThY6mYXyqH8dG73